# Anton Alexander Auersperg

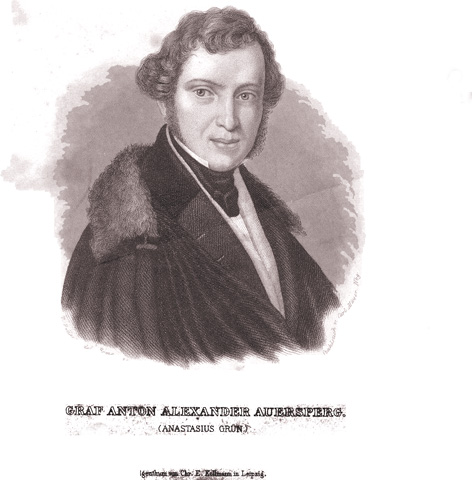
Anton Alexander Auersperg.

Anton Alexander Graf von Auersperg, conde de Auersperg (Laibach, 11 de abril de 1806 - Graz, 12 de septiembre de 1876) fue un escritor y político liberal austríaco que escribía con el seudónimo de Anastasius Grün.

## Biografía
Nació el 11 de abril de 1806 en Laibach, capital del Ducado de Carniola (ahora en Eslovenia), y era el titular de la casa Thurn am Hart/Krain una rama de la casa de Auersperg.
Recibió educación universitaria primero en Graz y después en Viena, donde estudió Derecho. En 1830 heredó el título y en 1832 figura como miembro de los estados de Carniola en la dieta de Laibach. En la dieta se hizo notar por sus críticas al gobierno austríaco, liderando la oposición del ducado a los abusos del poder central. En 1839 se casó con la hija del conde Attems, Maria.
Durante la Revolución de 1848, representó al distrito de Laibach en la Asamblea Nacional Alemana en Fráncfort del Meno (Frankfurt am Main). Desde allí trató de convencer infructuosamente a sus compatriotas eslovenos de que enviasen representantes. Sin embargo, después de unos meses, contrariado por el desarrollo violento de la revolución, abandonó su escaño y se retiró a sus propiedades.
El emperador le convocó en 1860 para formar parte del remodelado Reichsrat (Consejo Imperial). Su labor en este órgano de gobierno, se caracaterizó por su apoyo a un imperio germánico centralizado y su oposición a las reclamaciones de los húngaros y los diversos pueblos eslavos. Murió en Graz, el 12 de septiembre de 1876.
Fue autor de poemas satíricos contra Metternich y de otros muchos muy reimpresos y populares, algunos de los cuales influyeron en Bécquer.

## Obras de Auersperg

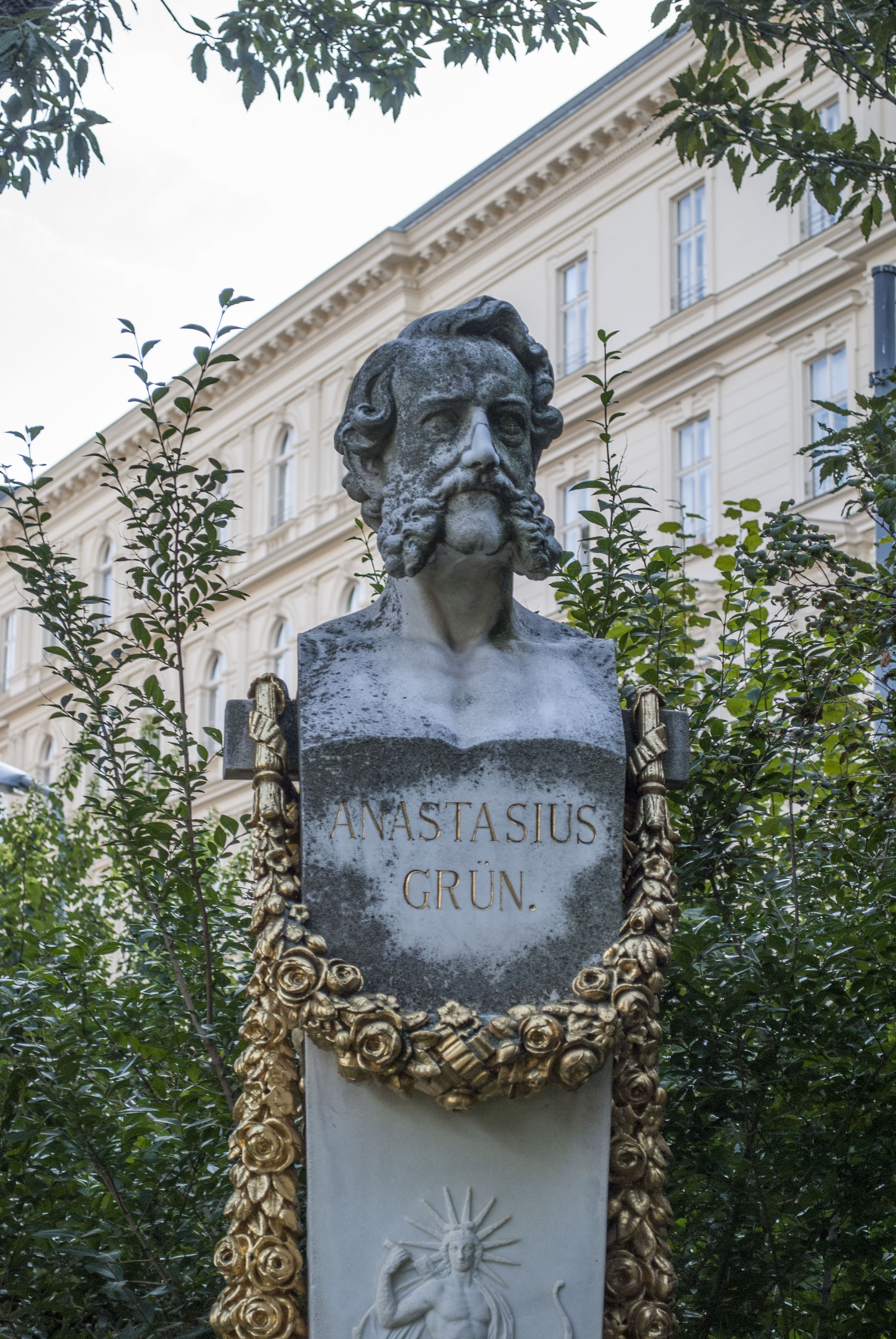
Anastasius Grün monumento

- Spaziergänge eines Wiener Poeten (1831)
- Blätter der Liebe 1830
- Der letzte Ritter 1830
- Schutt 1835
- Gedichte 1837
- Nibelungen im Frack 1843
- Pfaff vom Kahlenberg 1850
- Volkslieder aus Krain, aus dem Slowenischen übersetzt 1850
- Robin Hood. Ein Balladenkranz nach altenglischen Volksliedern 1864
- In der Veranda 1876